# Barfüßer

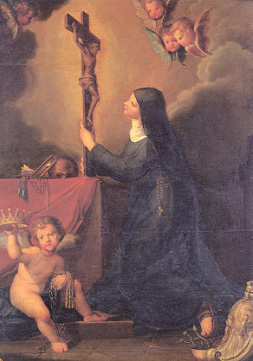
Die hl. Serafina im Gebet, Ölgemälde einer Klarissin aus dem 18. Jahrhundert von Gian Andrea Lazzarini

Barfüßer (lateinisch: Discalceati, „Unbeschuhte“, daher auch Discalceaten) ist die zusammenfassende Bezeichnung einiger Ordensgemeinschaften in der römisch-katholischen Kirche, deren Angehörige innerhalb des Klosterareals entweder gar keine Schuhe tragen oder aber Sandalen aus Leder, Stroh- oder Holzschuhe.
Begründet wurde die Praxis mit der Aufforderung Jesu an seine Jünger, auf Reisen weder Vorräte noch Geld, Hemden, Schuhe oder Wanderstäbe mitzunehmen (Mt 10,10 : keine Schuhe; Mk 6,9 : Sandalen). Auch biblische Aussagen wie Ex 3,5 , 2 Sam 15,30  oder Jes 20,2–4  wurden als Begründung herangezogen.

## Herkunft
Bereits der hl. Franziskus von Assisi trug zu seinem Habit keine Schuhe. In der Reformbewegung des Franziskanerordens im 16. Jahrhundert auf der Iberischen Halbinsel, die nach ihrem Initiator Petrus von Alcantara Alcantariner oder Discalceaten genannt wird, spielte das Barfußgehen eine große Rolle. Erstmals explizit vorgeschrieben wurde der Verzicht auf das Tragen von Schuhen den Konventen der Unbeschuhten Karmelitinnen, die die heilige Teresa von Ávila, inspiriert durch ihren Ratgeber Petrus von Alcantara, wieder zur Strenge des ursprünglichen Lebens zurückführen wollte. Von diesem Usus leitet sich die Bezeichnung des theresianischen Reformzweigs als Ordo Carmelitarum Discalceatorum ab. Die dem Ordensleben der Klarissen zugrundeliegende, schon früher entstandene Regel der hl. Klara sah dagegen nur vor, „einfach das Evangelium unseres Herrn Jesus Christus zu beobachten“, was durch die Nachahmung der Lebensweise Christi den Verzicht auf Schuhe und Strümpfe implizit mit einschloss.
Schließlich wurde diese Praxis als Zeichen der evangelischen Armut, Buße und Askese auch in andere Ordensregeln oder Konstitutionen von Bettelorden übernommen, etwa der Mercedarier, Trinitarier und Passionisten. In einigen Orden wurde das Barfußgehen zum Unterscheidungskriterium zwischen einem reformierten Ordenszweig mit einer strengeren Beachtung der Ordensregeln und einem nicht-reformierten Zweig. Mittlerweile tragen die Discalceaten zumeist Sandalen oder selbstgefertigte Schuhe aus Stroh.